# Ковальки (Гомельская область)
Ковальки (бел. Кавалькі) — деревня в Озаричском сельсовете Калинковичского района Гомельской области Белоруссии.

## География

### Расположение
В 39 км на север от Калинкович, 14 км от железнодорожной станции Холодники (на линии Жлобин — Калинковичи), 154 км от Гомеля. Мелиоративный канал, расположенный на севере, отделяет деревню от соседней деревни Хомичи.

## Транспортная сеть
Транспортные связи по просёлочной, затем автомобильной дороге Калинковичи — Бобруйск. Планировка состоит из короткой прямолинейной улицы, ориентированной с юго-востока на северо-запад. Застройка двусторонняя, деревянная усадебного типа.

## История
Основана в начале XX века переселенцами из соседних деревень. В 1931 году организован колхоз. Во время Великой Отечественной войны в боях около деревни погибли 16 советских солдат (похоронены в братской могиле около школы). 38 жителей погибли на фронте и в партизанской борьбе. Согласно переписи 1959 года в составе совхоза «Озаричи» (центр — деревня Озаричи).

## Население
- 1925 год — 41 двор.
- 1959 год — 164 жителя (согласно переписи).
- 2004 год — 24 хозяйства, 37 жителей.